# Cliff De Young
Clifford Tobin DeYoung (ur. 12 lutego 1945 w Los Angeles, w stanie Kalifornia) – amerykański aktor i wokalista.

## Życiorys
Uczęszczał na California State University w Los Angelest. Do późnych lat sześćdziesiątych był wokalistą psychodelicznej grupy rockowej Clear Light, która koncertowała m.in. z takimi legendarnymi wykonawcami jak The Doors, Jimi Hendrix i Janis Joplin. Po rozpadzie zespołu, w 1970 udał się do Nowego Jorku, gdzie wystąpił w broadwayowskim musicalu Hair i uhonorowanym nagrodą Tony dramacie psychologicznym amerykańskiego pisarza i scenarzysty Davida Rabe’a o wojnie wietnamskiej Jak brat bratu (Sticks and Bones).
Powrócił do Kalifornii i wystąpił na szklanym ekranie w serialu W blasku słońca (Sunshine, 1973) i jego sequelu W blasku słońca Świąt Bożego Narodzenia (Sunshine Christmas, 1977) w roli Sama Haydena, młodego wdowca z Vancouver, wychowującego 5-letnią Jill. W komediowym horrorze muzycznym Terapia szokowa (Shock Treatment, 1981), sequelu musicalu The Rocky Horror Picture Show wystąpił w podwójnej roli jako Brad Majors i jego zły brat-bliźniak Farley Flavors. Zwrócił także na siebie uwagę rolą Toma Havera w horrorze Zagadka nieśmiertelności (The Hunger, 1983) z Catherine Deneuve, Davidem Bowie i Susan Sarandon.
Zagrał potem m.in. w jednym z odcinków serii Star Trek: Stacja kosmiczna (Star Trek: Deep Space Nine, 1993) pt. Vortex jako Croden, horrorze Szkoła czarownic (The Craft, 1996), dramacie sensacyjnym Belfer (The Substitute, 1996), dramacie kryminalnym Pokerowa zagrywka (Suicide Kings, 1997) u boku Christophera Walkena i dramacie Tajemnice Zoey (The Secret Life of Zoey, 2002).
Żonaty z Gypsy, jest ojcem Manzi.

## Wybrana filmografia
- 1973: W blasku słońca (Sunshine) jako Sam Hayden
- 1978: Niebieskie kołnierzyki jako John Burrows
- 1981: Shock Treatment jako Brad Majors / Farley Flavors
- 1983: Zagadka nieśmiertelności (The Hunger) jako Tom Haver
- 1984: Protokół (Protocol) jako Hilley
- 1986: F/X jako Martin Lipton
- 1986: Ucieczka nawigatora (Flight of the Navigator) jako Bill Freeman
- 1989: Chwała (Glory) jako pułkownik James Montgomery
- 1996: Belfer (The Substitute) jako Matt Wolfson
- 1996: Szkoła czarownic (The Craft) jako Pan Bailey
- 2002: Tajemnice Zoey (The Secret Life of Zoey, TV) jako Larry
- 2008: 2012 Doomsday jako Lloyd
- 2014: Dzika droga (Wild) jako Ed

### Seriale TV
- 1987: Piękna i Bestia jako Alexander Ross
- 1987: Matlock jako porucznik Jim Lynch
- 1988: Napisała: Morderstwo jako Carlton Reid
- 1992: Napisała: Morderstwo jako Mason Porter
- 1993: Star Trek: Stacja kosmiczna jako Croden
- 1993: Z Archiwum X jako dr Jay Nemman
- 1994: Niebo i piekło: Północ-Południe jako Gettys
- 1995: Diagnoza morderstwo jako Jeffrey T. Canfield
- 1995: Nowe przygody Supermana jako agent specjalny Carrigan
- 1997: Niebieski Pacyfik jako David Mallory
- 1997: Diagnoza morderstwo jako Lyle Guthrie
- 1999: Nash Bridges jako Rueben Banks
- 1999: Kameleon jako dr Samson Dane
- 2001: Prezydencki poker jako Kimball, D-TN
- 2005: Agentka o stu twarzach jako Connelly
- 2007: Żar młodości jako agent John Bonacheck